# Wonder Boy in Monster World
Wonder Boy in Monster World (ワンダーボーイV モンスターワールドIII, Wonder Boy V Monster World III) est un jeu vidéo de plates-formes/Action-aventure développé par Westone et édité par Sega, sorti en 1991 sur Mega Drive. Le jeu a été adapté sur Master System en 1993 et sur PC Engine en 1994 (The Dynastic Hero). Il est disponible sur Wii depuis 2007 via la Console Virtuelle.

## Système de jeu
Le joueur contrôle un personnage nommé Shion, qui doit sauver Monster World et Shiela Purapril des monstres qui sont sous les ordres de Biomeka (le boss à la fin du jeu). 
Shion peut equiper des armes, armures, boucliers, bottes, magies et objets différents qui évoluent au fil du jeu.